# ایوانووو (استان بلاگووگراد)
ایوانووو (به بلغاری: Ivanovo) یک منطقهٔ مسکونی در بلغارستان است که در شهرستان پتریچ واقع شده‌است.